# Sansonia halligani
Sansonia halligani is een slakkensoort uit de familie van de Pickworthiidae. De wetenschappelijke naam van de soort is voor het eerst geldig gepubliceerd in 1899 door Hedley.